# Vatnsnes
Vatnsnes ([ˈvasːˌnɛːs]) es una península en la zona central de la bahía de Húnaflói, al noroeste de Islandia.

## Características
Se encuentra en el municipio de Húnaþing Vestra, en la región de Norðurland Vestra. El terreno es principalmente montañoso, con excepción de pequeñas áreas en el oeste, con el pico más alto de Þrælsfell (de 895 metros) en la meseta de Vatnsnesfjall y los valles de Katadalur y Þorgrímsstaðadalur.
Desde Hringvegur el camino sigur la costa de Vatnsnes durante 80 km, principalmente con Vatnsnesvegur (711) y una distancia corta al sudoeste a lo largo del Hvammstangavegur (72) de Hvammstangi.
Los principales centros de Vatnsnes son Hamarsrétt, Illugastaði, Tjörn y Hvitserk og Borgarvirki. Las atracciones para visitar son las numerosas colonias de focas, fácil de encontrar desde la carretera cerca Hindisvík y Osum. A principios de Húnafjörður, en cambio, es de los acantilados de basalto de Hvitserkur.

## Galería

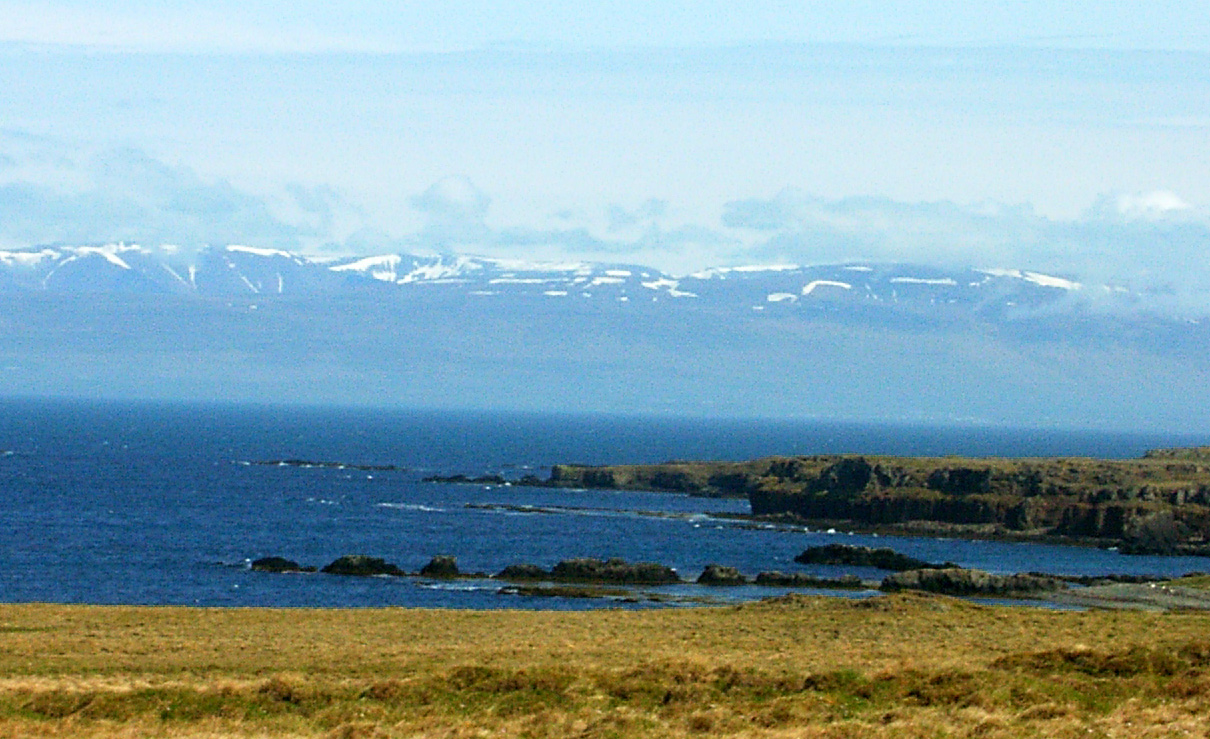
Bahía Hindisvík en Vatnsnes
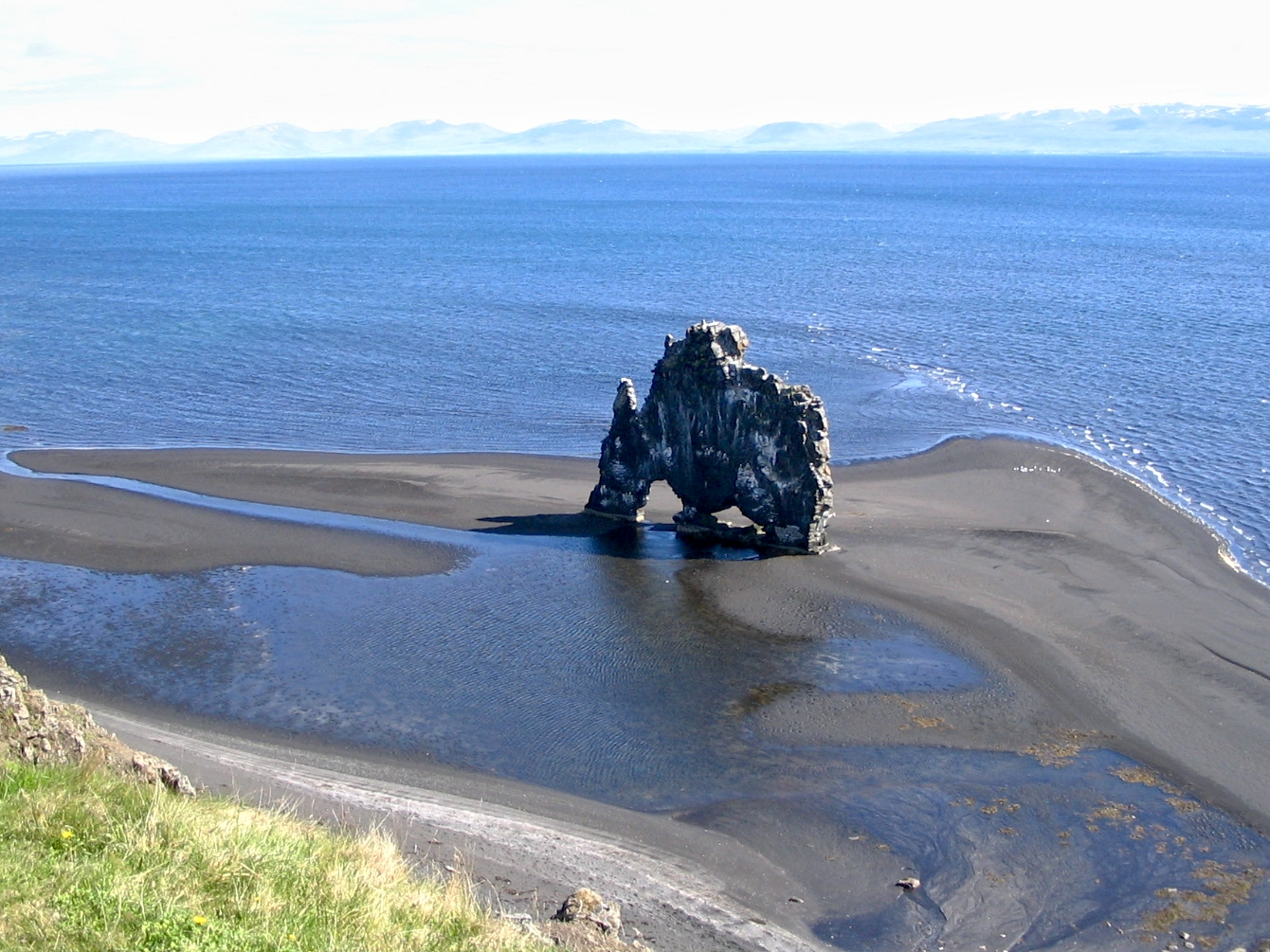
Hvítserkur í Húnafirði
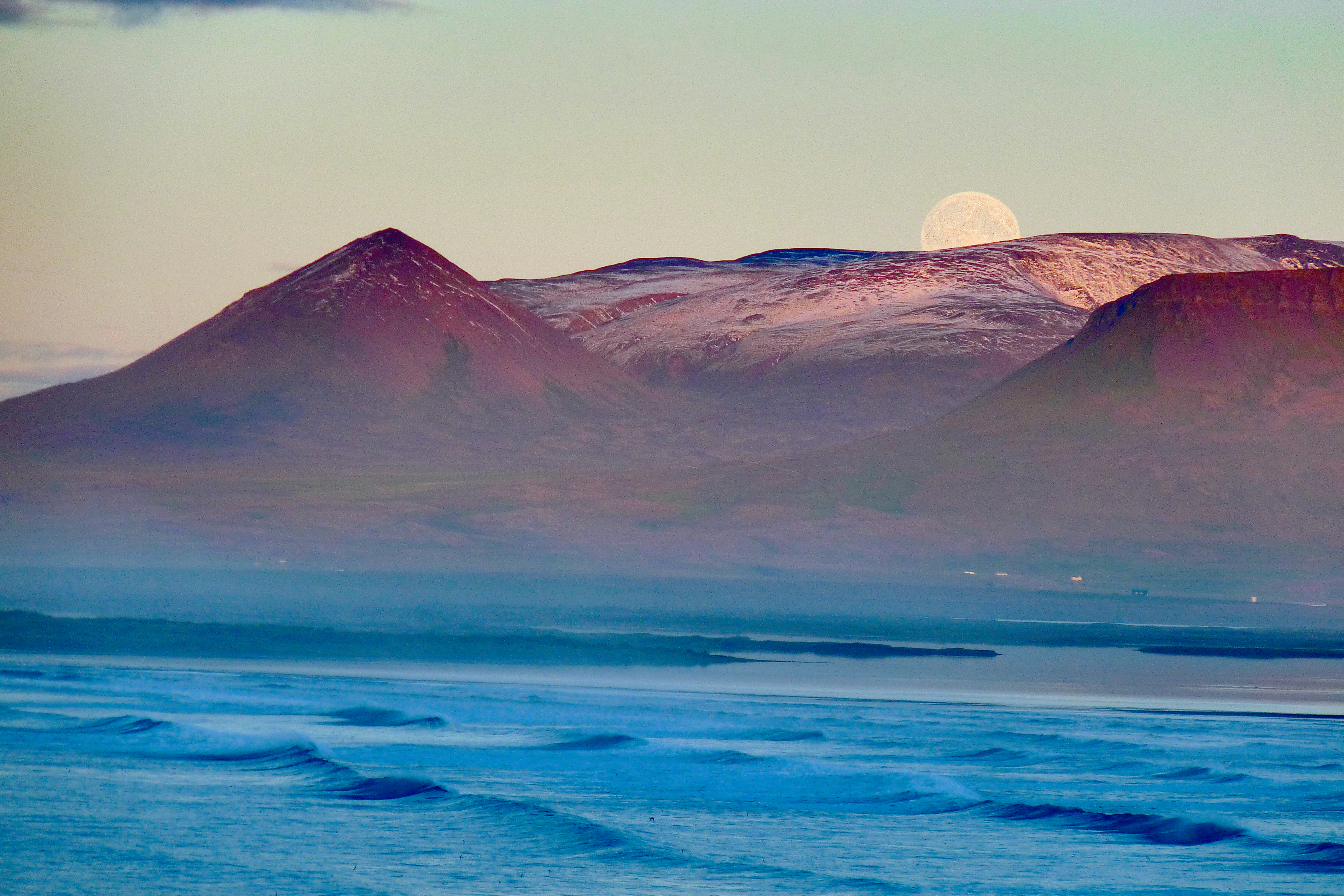